# North American XF-108
Die North American XF-108 Rapier war ein projektierter zweistrahliger überschallschneller Abfangjäger mit hoher Reichweite. Das Projekt wurde von den US-amerikanischen Luftstreitkräften im Jahr 1957 in Auftrag gegeben und noch vor dem Bau eines Prototyps Ende 1959 eingestellt.
Die Hauptaufgabe wäre das Abfangen sowjetischer Langstreckenbomber über der Arktis gewesen, bevor diese in den nordamerikanischen Luftraum eindringen konnten, sowie der Begleitschutz des (ebenfalls von North American projektierten) strategischen Langstreckenbombers North American XB-70 Valkyrie.

## Geschichte
Die F-108A wurde am 6. Oktober 1955 durch die United States Air Force unter dem Projekttitel LRIX (Long-Range Interceptor, Experimental – experimenteller Langstreckenabfangjäger) initiiert. Sie sollte ein technisch einfacherer Ersatz für die wegen technischer Probleme gestoppte Republic XF-103 sein. Am 6. Juni 1957 wurde das Unternehmen North American Aviation mit dem Bau zweier Prototypen eines überschallschnellen zweisitzigen Abfangjägers beauftragt, welche die firmeninterne Bezeichnung NA-257 bekamen. Das North American Aerospace Defense Command (NORAD) ermittelte anfangs einen Bedarf von 480 Flugzeugen.
Der abschließende Flugzeugentwurf sah einen großen Deltaflügler, erst mit zwei, später mit einem Seitenleitwerk und zwei General-Electric-Strahltriebwerken J93-GE-3AR vor, der für eine maximale Geschwindigkeit von 3220 km/h bei einer Dienstgipfelhöhe von 18.300 m und für eine Reichweite von 1.850 km ausgelegt sein sollte. Für die F-108A war eine Bewaffnung von drei Luft-Luft-Raketen vom Typ GAR-9 Falcon von Hughes Aircraft vorgesehen, die in einem geschlossenen Waffenschacht untergebracht waren.
Im Januar 1959 wurde das erste Mock-up fertiggestellt und der Erstflug auf März 1961 projektiert. Mitte 1959 kamen jedoch aufgrund der sich verändernden Gefahrenlage und der hohen Kosten erstmals Zweifel am Sinn des Programms auf. Als neue zentrale strategische Bedrohung durch die Sowjetunion wurde zunehmend deren umfangreiches Arsenal an Interkontinentalraketen wahrgenommen, gegen welche die Rapier nutzlos war.

### Projektabbruch

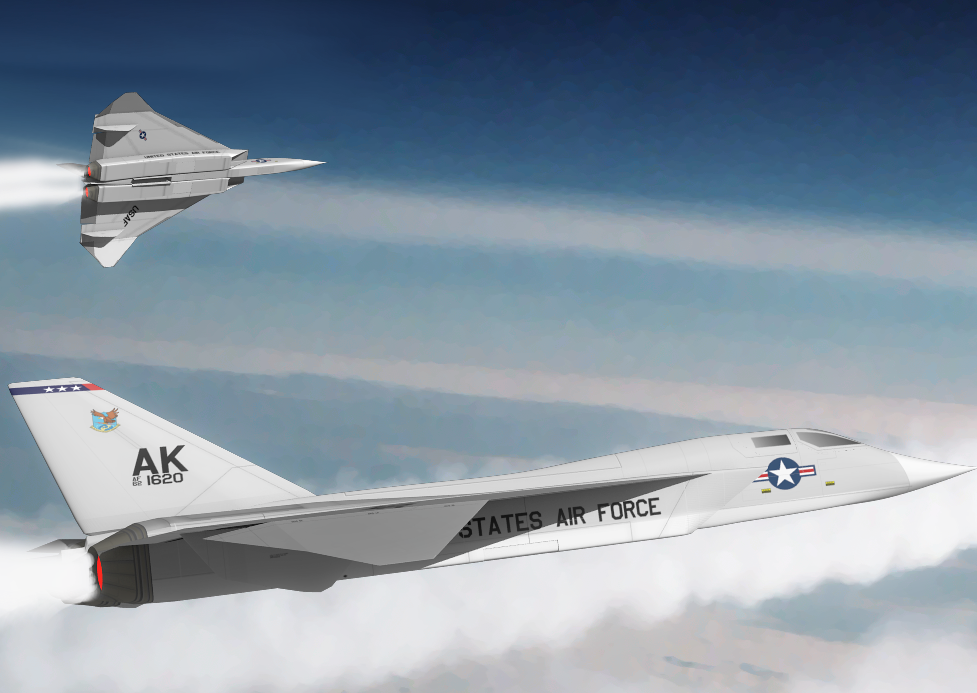
Künstlerische Darstellung von 2 XF-108 in der Luft

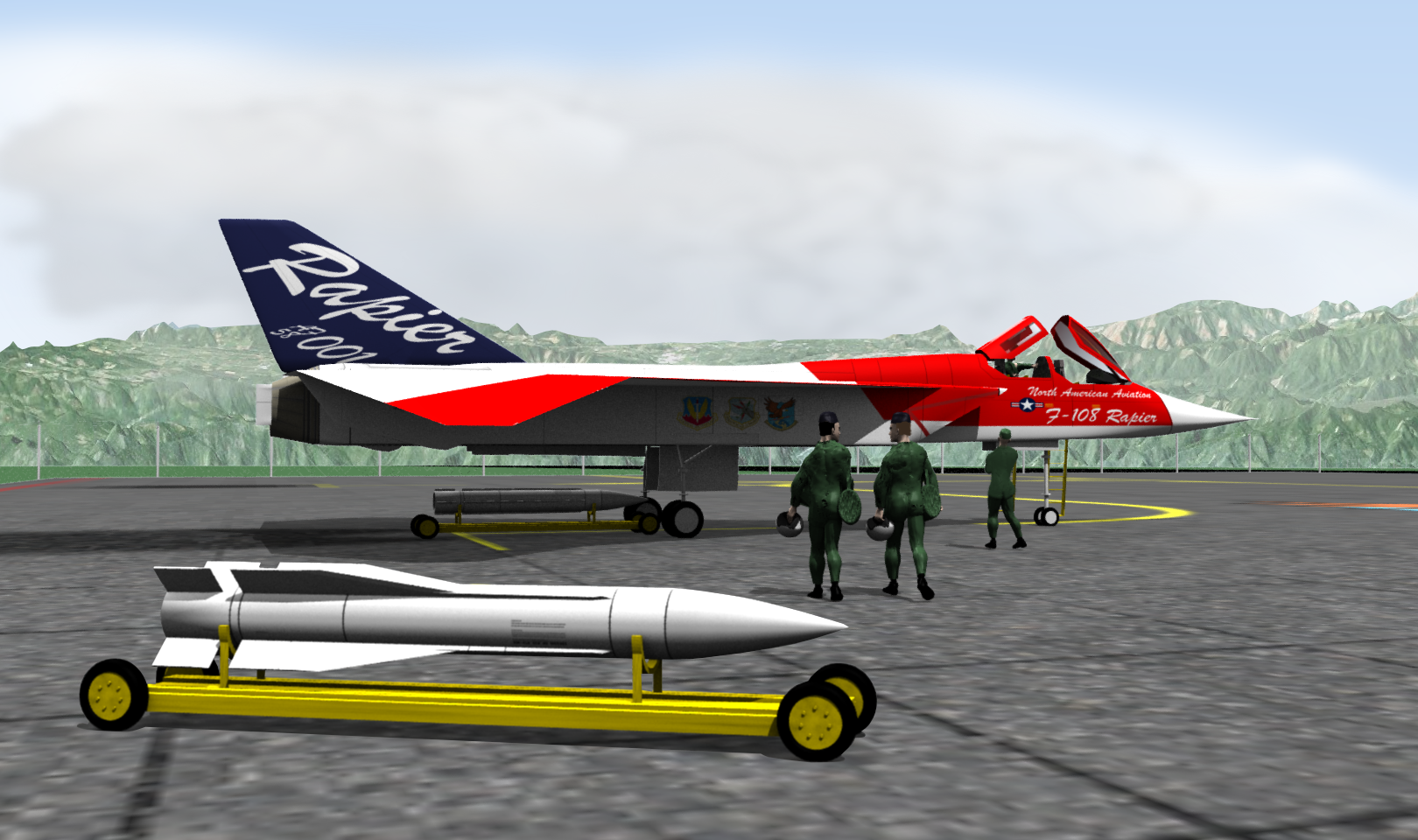
Künstlerische Darstellung einer XF-108 samt Crew und der Luft-Luft-Rakete GAR-9 Falcon.

Obwohl die Entwicklung des XF-108-Programms zügig voranschritt, gab es Anzeichen dafür, dass das Programm abgebrochen werden würde. Eine unbestätigte Bedrohung durch überschallschnelle sowjetische Bomber, der Trend zu offensiven und defensiven Nuklearwaffen in den späten 1950er- und frühen 1960er-Jahren, sowie die steigenden Kosten führten zur Einstellung des XF-108-Programms. Letztlich wurde aufgrund finanzieller Erwägungen innerhalb der US-Luftstreitkräfte der Abschreckung durch ballistische Nuklearraketen der Vorzug gegenüber der konventionellen Lösung aus XB-70 Valkyrie und F-108 Rapier gegeben. Das Projekt wurde am 23. September 1959 eingestellt.
Die Streichung des XF-108 Programm und damit der Nichtproduktion der F-108 hatte eine negative Auswirkung auf das XB-70 Programm, so fehlte der zukünftigen B-70 der ursprünglich geplante Begleitschutz durch F-108. Des Weiteren hatte diese Streichung einen negativen Effekt auf die Anschaffungs- und Betriebskosten zukünftiger B-70, da mit dem Wegfall der F-108 viel weniger YJ93-GE-3-Turbojet-Triebwerke hergestellt worden wären.
North American verfeinerte den Entwurf in den 1960er-Jahren in der Hoffnung, dass das Programm wiederbelebt werde. Trotz der Extrakosten und Verzögerungen war das Programm nicht völlig nutzlos: Der trägergestützte, überschallschnelle Allwetterbomber North American A-5 Vigilante, der für die United States Navy entwickelt wurde, übernahm die Struktur und das Waffensystem der Rapier. In mehrfacher Hinsicht kann die Vigilante als erfolgreiche Umsetzung der für die Rapier entwickelten Entwurfsprinzipien in einem Mach-2-schnellen Bomber betrachtet werden.
Hughes Aircraft führte die Entwicklung des Feuerleitsystems und der GAR-9-Luft-Luft-Rakete fort. Die Entwicklungsarbeit am für die F-108 vorgesehenen Radar und den Raketen wurde von der USAF fortgesetzt und schließlich bei der Lockheed YF-12 verwendet. Die YF-12 erhielt das Hughes-Feuerleitsystem AN/ASG-18 und die endgültige Konfiguration der Bedienelemente und Anzeigen im hinteren Cockpit der YF-12A entsprach der Ausstattung und Anordnung, die für die F-108 vorgesehen war.

## Technische Daten
- Länge: 27,12 m
- Höhe: 6,32 m
- Spannweite: 17,50 m
- Leermasse: 23.090 kg

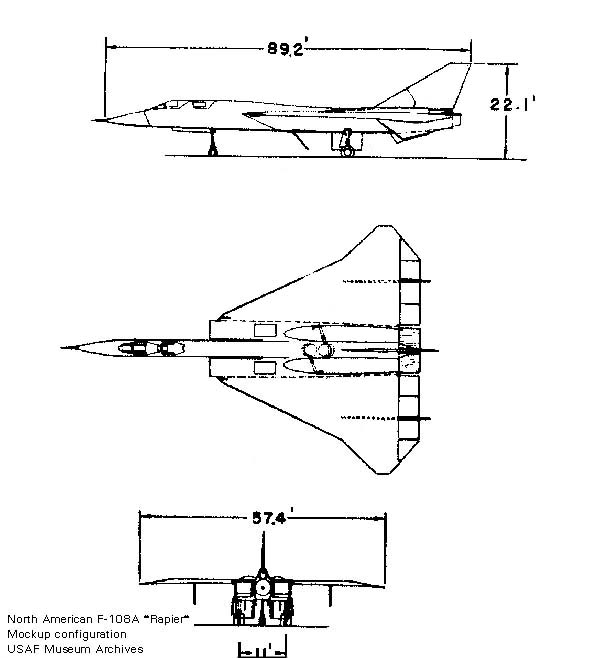
Dreiseitenriss des F-108A-Mock-Ups

- Höchstabfluggewicht (MTOW): 46.510 kg
- max. Geschwindigkeit: 3.220 km/h (Mach 3)
- max. Reichweite: 4.000 km
- Dienstgipfelhöhe: 18.300 m
- Triebwerke: zwei Nachbrenner-Triebwerke General Electric J93-GE-3AR mit je 133,4 kN Schub
- Bewaffnung: drei Luft-Luft-Raketen GAR-9 Falcon, vier 20-mm-Kanonen
- Besatzung: 2

## Belege
1. ↑  Dennis R. Jenkins, Thony Landis: Warbird Tech Series Volume 34, NORTH AMERICAN, XB-70 VALKYRIE. Specialty Press, North Branch, Minnesota, USA, 2002, ISBN 1-58007-056-6, S. 12.
2. ↑  Lyons, Major Robert P. Jr.: The Search for an Advanced Fighter, A History from the XF-108 to the Advanced Tactical Fighter. (PDF) In: Defense Technical Information Center. 3. April 1986, archiviert vom Original (nicht mehr online verfügbar) am 9. Oktober 2012; abgerufen am 24. Dezember 2018 (englisch).  Info: Der Archivlink wurde automatisch eingesetzt und noch nicht geprüft. Bitte prüfe Original- und Archivlink gemäß Anleitung und entferne dann diesen Hinweis.
3. ↑  
Patrick Hoeveler: Stumpfer Degen. In: Flug Revue. 4. Dezember 2014, abgerufen am 24. Dezember 2018.
4. ↑  Jennette Remak, Joseph A. Ventolor, Joseph A. Ventolo Jr.: XB-70 Valkyrie : The Ride to Valhalla. Motorbooks International, ISBN 978-0-7603-0555-3.
5. ↑  Goodspeed 2000, S. 77.
6. ↑  
Sean O'Connor: AIM-47: Hughes GAR-9/AIM-47 Falcon. In: Directory of U.S. Military Rockets and Missiles. 2004, abgerufen am 7. Februar 2022 (englisch).
7. ↑  Dennis R. Jenkins, Tony R. Landis: F-108 Rapier The Elusive Mach 3 Interceptor. Airpower (Granada Hills, California: Sentry Books) 34 (9), September 2004, ISSN 1067-1048, S. 20.